# بوژکووا (استان اشوی‌داشکسیه)
بوژکووا (به لهستانی: Borzykowa) یک منطقهٔ مسکونی در لهستان است که در گمینا خمیلنگک (استان اشوی‌داشکسیه) واقع شده‌است. بوژکووا ۳۲۰ نفر جمعیت دارد.